# 허리신경얼기
허리신경얼기(lumbar plexus) 또는 요신경총(腰神經叢)은 허리 부위의 신경얼기로 더 큰 신경얼기인 허리엉치신경얼기의 일부이다. 첫 네 개의 허리신경(L1-L4) 앞가지와 갈비아래신경(T12, 마지막 가슴신경)이 허리신경얼기를 형성한다. 또한 L4의 앞가지는 엉치신경얼기로 교통가지를 보내 허리엉치신경얼기를 형성한다. 허리신경얼기의 신경들은 엉덩관절 앞쪽을 주행하여 넓적다리의 앞쪽에 주로 분포한다.
척추사이구멍의 가쪽에서 형성되며 큰허리근 속에서 주행한다. 허리신경얼기에서 나온 작은 운동신경 가지는 큰허리근에 직접 분포하고, 더 큰 가지들은 큰허리근을 여러 위치에서 떠나 골반을 비스듬히 아래쪽으로 주행하고, 고샅인대 깊은 쪽에서 골반을 떠난다. 단, 폐쇄신경만 폐쇄구멍을 통해 골반을 떠난다.

## 가지
| 신경                                     | 척수신경 성분 | 분포하는 근육                                                         | 피부신경 가지                             |
| ---------------------------------------- | ------------- | --------------------------------------------------------------------- | ----------------------------------------- |
| 엉덩아랫배신경                           | T12-L1        | • 배가로근 • 배속빗근                                                 | • 앞피부가지 • 가쪽피부가지               |
| 엉덩고샅신경                             | L1            | • 배가로근 • 배속빗근                                                 | • 앞음낭신경 (남성) • 앞음순신경 (여성)   |
| 음부넙다리신경                           | L1, L2        | • 고환올림근 (남성)                                                   | • 허리고샅신경 또는 넙다리가지 • 음부가지 |
| 가쪽넙다리피부신경                       | L2, L3        |                                                                       | • 넓적다리 가쪽의 피부에 분포             |
| 폐쇄신경                                 | L2-L4         | • 바깥폐쇄근 • 긴모음근 • 짧은모음근 • 두덩정강근 • 두덩근 • 큰모음근 | • 피부가지                                |
| 넙다리신경                               | L2-L4         | • 엉덩근 • 두덩근 • 넙다리빗근 • 넙다리네갈래근                       | • 앞피부가지 • 두렁신경                   |
| 신경얼기에서 근육으로 직접 분포하는 가지 |               |                                                                       |                                           |
| 짧은 가지들                              | L1-L3         | • 큰허리근                                                            |                                           |
| 짧은 가지들                              | T12-L4        | • 허리네모근 • 허리가로돌기사이근                                     |                                           |

## 참고 문헌
- 《Thieme Atlas of Anatomy: General Anatomy and Musculoskeletal System》. Thieme. 2006. ISBN 1-58890-419-9.